# 人皮书
人皮书是指以人类皮肤做为封面的书籍。人皮书主要分布于欧美国家，尤其是欧洲各国。根据统计，目前全世界人皮书的数量有100册左右，主要收藏在一些较发达的欧美国家之博物馆和图书馆中，例如在美国常春藤盟校之一的哈佛大学图书馆里就收藏着一本书名为《西班牙律师手册》1的人皮书。而有些私人收藏不为人所知。
人皮书制造最多的时期主要在欧洲中世纪时期，用以懲戒或記念。18世纪及19世纪期间曾出现一种“人皮书籍装订术”。

## 人皮书的作用
依分析，人皮书的作用主要有三种，惩戒和纪念和满足变态心理。

## 制作者与人皮材料的由来
依现存的人皮书分析，制作者大致可分为三类：
1. 医生：人皮来源于病人截下的残肢和无人认领的尸体。
2. 富有的收藏家：人皮来源于死刑犯和穷人，通常是用高价买。
3. 死者自己的要求：遗嘱要求在其遗体上截取皮肤制作成书的封面。

## 人皮书例子

### 惩戒作用的人皮书

#### 英國富農人皮書
英国贝利圣爰门的摩塞斯堂博物馆内，收藏着一本人皮书。书的内容是介绍英国1827年发生的一宗谋杀案。而封面的人皮就属于該谋杀犯。
当时，一个名叫威廉·葛达的25岁富裕农民，杀死了比他大一岁的情妇而被判处死，这件事在当时社會上引起了很大轰动。那时在英国有个惯例，谋杀犯被处决后就要被解剖，研究杀人犯到底与一般人何异。杀人犯被解剖下来的皮会用来制作各种物件，而人皮书则表示最严厉的惩戒。于是，在威廉·葛达被吊死后，当地的外科医生佐治·屈里特就马上解剖了他的尸体，用他的皮做成一本描写该案经过的书。一年后，这本人皮书出版了，威廉·葛达的一部分皮做成了此书的封面。而威廉·葛达的面容被制成了面模具，至今还保存在此博物馆中。连当时吊死葛达的绳子都被割成一英寸长的小段出售。该书被做好后，封皮上的毛还一度继续生长。虽然现在已经停止生长，但若用手去摸封皮，仍可感觉到那些突出的毛。

#### 美国大盗的人皮书
在美国波士顿图书馆内也藏有一本1837年版的人皮书人物传记。这本传记的主角是当时著名的大盗乔治·沃尔顿。他在被捕，给执行死刑后被割下皮肤，用来包装此传记封面。事后，当地政府把这本书送给了一名曾经遭他抢劫的受害者，以示对受害者的赔偿。

### 纪念作用的人皮书

#### 美国哈佛大学图书馆中的人皮书
美国哈佛大学图书馆中收藏了一本名为《西班牙律师手册》的人皮书，这本书是1605年出版，但人皮装订却是后来的事。
书的最后一页有以下句子2“这本书是我的好友Jonas Wright唯一的遗物，在1632年8月4日他被Wavuma3剥皮而死。King btesa给了我这本书，这本书原本属于可怜的Jonas，又用他的皮装订。愿他的灵魂安息。”
後來經由試驗證明這本書實際上是用羊皮裝訂而成而非人皮。4

#### 美国费城医学院图书馆中的人皮书
在美国费城的一所医学院的图书馆里，藏有一些由医学家约翰·斯托克顿·霍夫亲自装订的人皮书。
据说，当年霍夫诊断出费城首例旋毛虫病病例，在该病人未去世前，徵得了病人的同意，在那名病人去世后，就用他的皮肤装订了3本书籍。对此，该馆图书管理员劳拉·哈特曼认为，这些医生是用这种特殊的方式，来纪念那些为医学研究作出贡献的人。

#### 法国伯爵夫人的人皮书
人皮是属于法国的一位伯爵夫人的。这位夫人生前非常喜欢法国的天文学家、诗人卡米尔·弗拉马利翁博士的诗集《空中的土地》。她在临死前立下遗嘱，要在死后用她肩上的皮装订这本书。
这本书的封皮烫有这样几个法文金字：“遵照一位女士的心愿，用她的皮装订而成。1882年”这本书一直为卡米尔博士生前所收藏，在他死后，才被一位美国收藏家买去。

### 为满足变态心理而制造人皮书

#### 纳粹德国用俘虏的皮做人皮书
据传，在第二次世界大战期间，纳粹德国的一个俘虏收容所所长的妻子伊尔斯·科赫，对人皮、特别是有紋身图案的人皮非常感兴趣。她利用丈夫的职位，杀害了一些身上有紋身图案的俘虏，用他们身上的皮制作成一些书的封面，其中包括希特勒的影集、《我的奋斗》和她自己的日记本。目前已經在波蘭的一處市集發現這本人皮書。